# リパロセラス科
リパロセラス科（学名：Liparoceratidae）は、前期ジュラ紀に生息したアンモナイト亜目エオデロセラス上科の科で、個体発生の過程で形態が変化する多形性など、様々な形態を持つ属が含まれる。
D.T. Donovan et al. (1981)によれば、リパロセラス科には3属と6亜属が含まれる。リパロセラスにはL. (Liparoceras)、L. (Becheiceras)、L. (Vicininodiceras)の3亜属が含まれる。アエゴセラスにはA. (Aegoceras)、A. (Beaniceras)、およびA. (Oistoceras)の3亜属が含まれる。また、アンドロギノセラスも含まれる。Arkell et al. (1957)は、Treatise on Invertebrate Paleontology, Part Lで、リパロセラスをベチェイセラス、ヴェンシニノディセラス、パリノディセラスとともに別々に亜属として記載している。また、亜属のベアニセラス、メタシンビテス、オイストセラス、およびプラティノティセラスは記載されたが、アエゴセラスは含まれていなかった。Donovan (1981)はパリノディセラスとプラティノティセラスをポリモルフィテス科に分類した。メタシンビテスは滑らかな矮性で、リパロセラスと二形のペアを形成することがある。
リパロセラス科は前期ジュラ紀のシネムーリアン期に生息したコエロセラス科およびポリモルフィテス科とともにエオデロセラス科から進化したと考えられており、その後のプリンスバッキアン期にはアマルチウス科が誕生した。